# Halowe Mistrzostwa Świata w Lekkoatletyce 1987 – chód na 3000 m kobiet
Chód na 3000 metrów kobiet – jedna z konkurencji rozgrywanych podczas halowych mistrzostw świata w hali Hoosier Dome w Indianapolis. Rozegrano od razu finał 6 marca 1987. Zwyciężyła reprezentantka Związku Radzieckiego Olga Krisztop, która ustanowiła halowy rekord świata z wynikiem 12:05,49. Tytułu zdobytego na światowych igrzyskach halowych w 1985 nie obroniła Giuliana Salce z Włoch, która tym razem zdobyła srebrny medal.

## Rezultaty

### Finał
Wystartowało 19 chodziarek.

Opracowano na podstawie materiału źródłowego.
| Miejsce | Zawodniczka        | Czas     | Uwagi             |
| ------- | ------------------ | -------- | ----------------- |
| 1       | Olga Krisztop      | 12:05,49 | [ 1 ] [ 2 ] [ 3 ] |
| 2       | Giuliana Salce     | 12:36,76 |                   |
| 3       | Ann Peel           | 12:38,97 | [ 2 ] [ 3 ]       |
| 4       | Dana Vavřačová     | 12:47,49 | [ 2 ] [ 3 ]       |
| 5       | Emilia Cano        | 13:02,41 | [ 2 ]             |
| 6       | Ann Jansson        | 13:04,29 | [ 2 ] [ 3 ]       |
| 7       | Mirva Hämäläinen   | 13:08,42 | [ 2 ] [ 3 ]       |
| 8       | Maryanne Torrellas | 13:10,30 |                   |
| 9       | Shi Xiaoling       | 13:14,55 | [ 2 ]             |
| 10      | Kjersti Tysse      | 13:18,35 | [ 2 ] [ 3 ]       |
| 11      | María Colín        | 13:23,45 | [ 2 ] [ 3 ]       |
| 12      | Teresa Palacios    | 13:28,09 |                   |
| 13      | Teresa Vaill       | 13:32,82 |                   |
| 14      | Suzanne Griesbach  | 13:33,33 |                   |
| 15      | Sue Cook           | 13:45,75 | [ 2 ] [ 3 ]       |
| 16      | Graciela Mendoza   | 14:01,21 |                   |
| 17      | Alison Baker       | 14:22,75 |                   |
| –       | Chen Zhimin        | DQ       |                   |
| –       | Kerry-Anne Saxby   | DQ       |                   |